# Titularbistum Ariassus
Ariassus (ital.: Ariasso) ist ein Titularbistum der römisch-katholischen Kirche.
Es geht zurück auf einen untergegangenen Bischofssitz in der antiken Stadt Ariassos, die in der Landschaft Pisidien im südlichen Kleinasien in der heutigen Türkei lag. Der Bischofssitz war der Kirchenprovinz Perge zugeordnet.
| Titularbischöfe von Ariassus |                                        |                                                                 |                   |                   |
| Nr.                          | Name                                   | Amt                                                             | von               | bis               |
| 1                            | Jules-Joseph Moury SMA                 | Apostolischer Vikar von Elfenbeinküste (Französisch-Westafrika) | 17. Januar 1911   | 29. März 1935     |
| 2                            | Leoncio Fernández Galilea CMF          | Apostolischer Vikar von Fernando Poo (Äquatorialguinea)         | 18. Juni 1935     | 15. Februar 1957  |
| 3                            | Jean Fryns CSSp                        | Apostolischer Vikar von Kindu (Belgisch-Kongo)                  | 2. April 1957     | 10. November 1959 |
| 4                            | Cesar Gerardo Maria Vielmo Guerra OSM  | Apostolischer Vikar von Aysén (Chile)                           | 19. Dezember 1959 | 16. Juni 1963     |
| 5                            | Ignacio María de Orbegozo y Goicoechea | Prälat von Yauyos (Peru)                                        | 29. Oktober 1963  | 26. April 1968    |